# Електрон T3L44

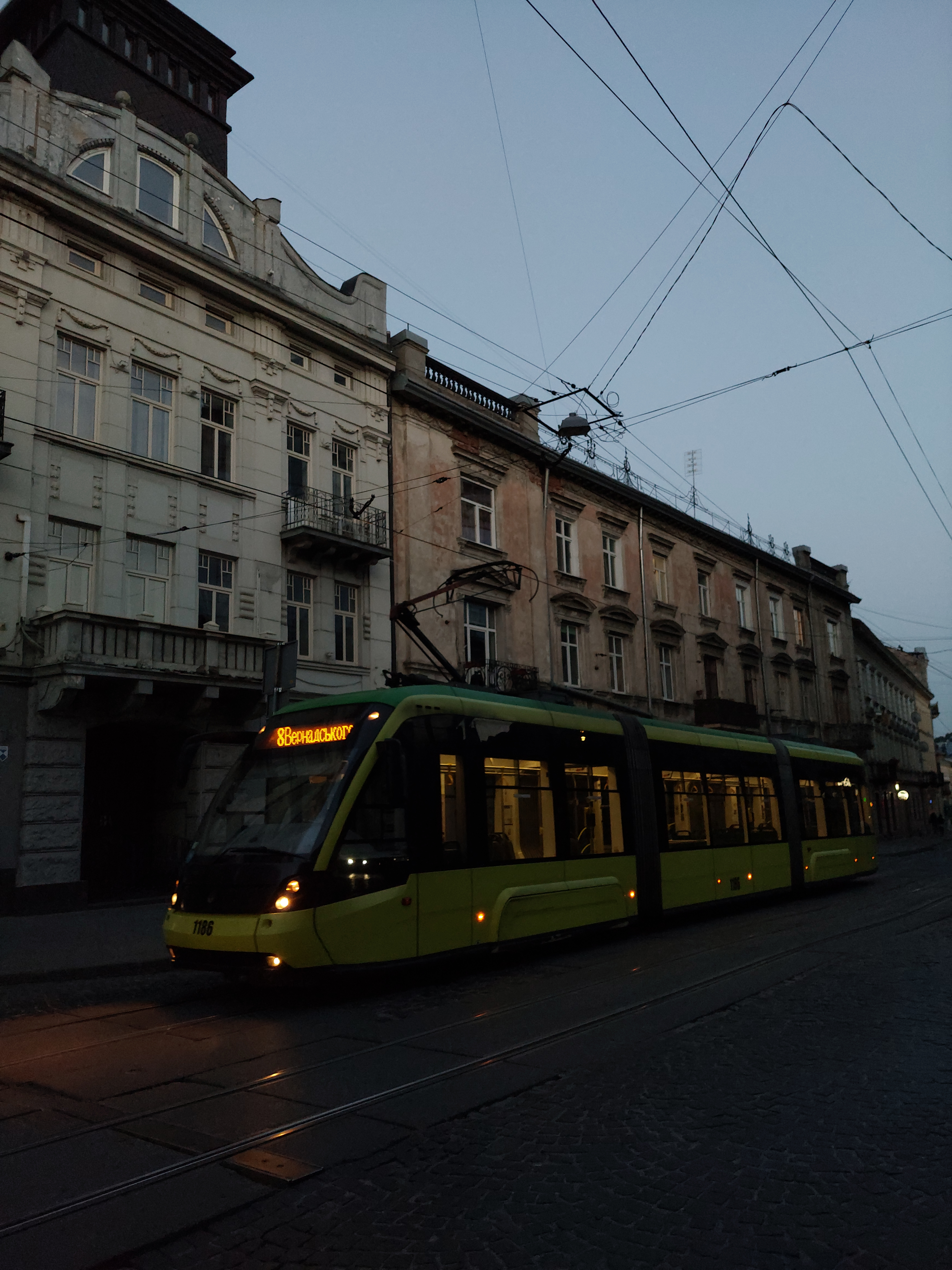
ЕЛЕКТРОН їде на кінцеву (пл. Соборна, 2022 р.)

Електро́н T3L44 — український трисекційний вагон повністю низькопідлоговий, з двома неповоротними візками для колії шириною в 1000 мм. Виготовлений у Львові спільним підприємством «Електронтранс», заснованим ПАТ «Концерн-Електрон», та TransTec Vetschau GmbH (Німеччина).

## Опис
Особливість цього вагона в тому що конструкція вагона опирається на неповоротні візки які жорстко з'єднані з кузовом вагона. Таким чином, при проходжені кривих та поворотів, шарнірний механізм між секційних з'єднань змінює кут, в той час як візки не змінюють свого положення.
Перша та третя секція вагону мають моторні візки з гальмами, центральна друга секція опирається через шарнірні механізми на обидві секції з візками. Оскільки середня секція вагона не містить додаткового обладнання то  в ній розташували кондиціонер салону.
Типово вагон має усі двері прислонно розсувного типу, хоча в 7-ми наступних вагонах було встановлено шарнірно поворотні з електроприводом. Застосування такого типу стало значною проблемою їх зачинення при великій кількості пасажирів.
У візках вагона вмонтовано тягові асинхронні двигуни змінного струму, кожен двигун приводить в дію окреме колесо. Всього в трамвая є 8 двигунів, по 4 штуки на візок. Двигуни німецького виробника.
Асинхронний привід трамвая складається з двох комплектів частотних інверторів ENIKA сумарною потужність 400кВт (по 200кВт кожен). Типово вагон має електродинамічне гальмування з рекуперацією у контактну мережу,  що дозволяє заощаджувати до 40% електричної енергії.
Трамвай може здійснювати аварійний рух без контактної мережі до 1 км зі швидкістю 5 км/год. використовуючи заряд штатних акумуляторних батарей;

## Історія
У грудні 2013 року прес-служба підприємства повідомила, що ПАТ «Концерн-Електрон» перемогло в тендері на виробництво ще одного, низькопідлогового трамваю для міста Львова.
23-26 вересня 2014 року на виставці InnoTrans-2014 в Берліні вперше представили трамвай Електрон T3L44
Наприкінці вересня 2014 року трамвай передали ЛКП «Львівелектротранс» для перевезення пасажирів.
1 листопада 2014 року експлуатація почалася на маршруті №1, де трамвай під №1180 досі працює.
Також у першому кварталі 2016 року за кошти ЄБРР місто купило ще 7 нових трамваїв Електрон T3L441, які надійшли в депо до середини жовтня і працюють на маршруті №8.

## Характеристики
Вагон має понижений рівень вібрації та шуму, автоматичні системи змащення реборд коліс на кривих ділянках для збільшення терміну служби колії, автоматичні пристрої-дозатори подавання піску на рейки при пробуксовуванні та гальмуванні, вбудовану систему діагностики оперативного контролю роботи всіх вузлів і систем вагона. 
Вагон має типові для усіх сучасних трамваїв три види гальм: 1) основні — електродинамічні реостатні з рекуперацією; 2) дискові електричні; 3) рейкові електромагнітні.  
Вагон комплектується кондиціонерами салону та водія, або примусовою вентиляцією.  
Кількість місць для сидіння — 35, максимальна пасажиромісткість трамвая — 160 пасажирів. У трамваї є місце, обладнане для перевезення інвалідів, та відкидний пандус.
| Країна  | Місто | Підприємство            | Кількість | Бортові номери |
| ------- | ----- | ----------------------- | --------- | -------------- |
| Україна | Львів | ЛКП «Львівелектротранс» | 8         | 1180-1187      |